# 大日本恵登呂府

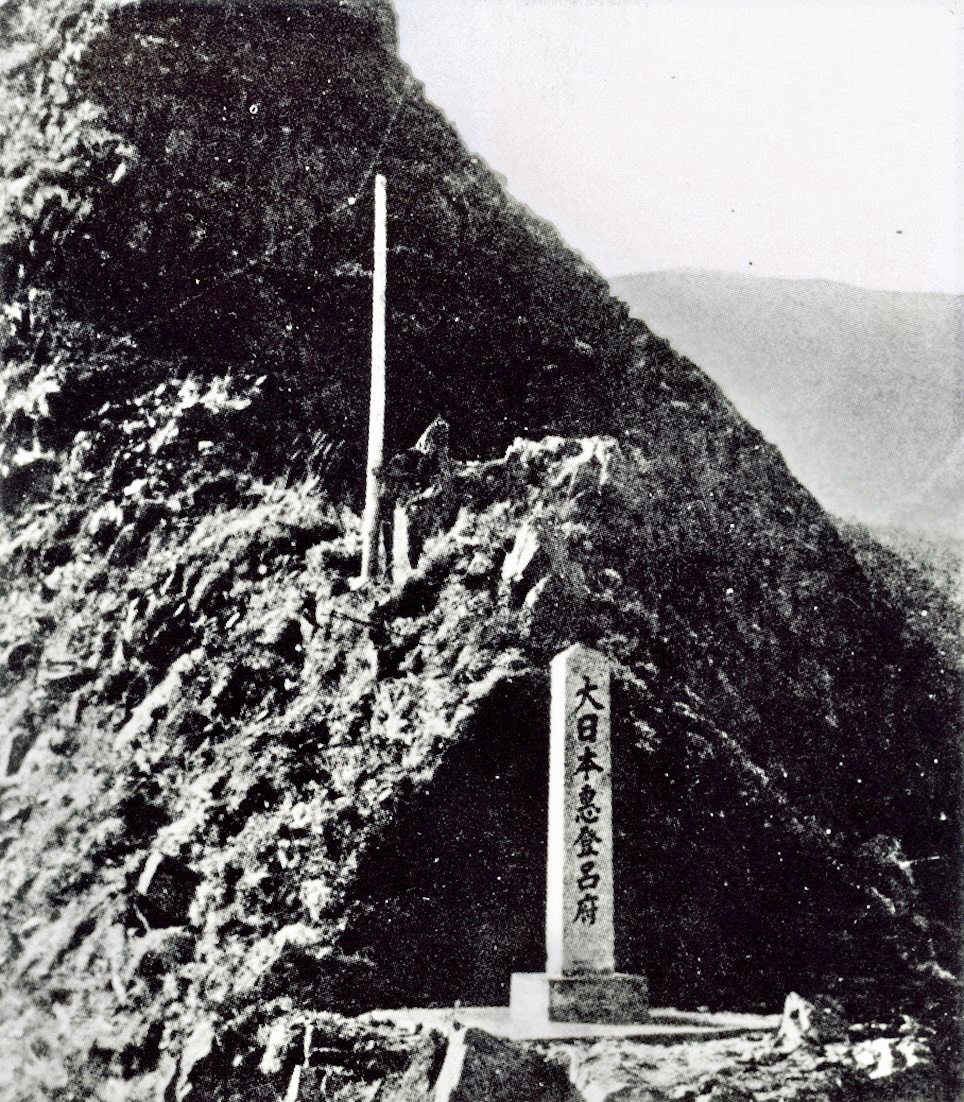
1930年、御影石でつくられた「大日本恵登呂府」昭和の記念碑
----
北海道蘂取郡蘂取村カモイワッカ岬、1930年。撮影者:中田直次（当時、択捉島在住）

大日本恵登呂府（だいにほんえとろふ、大日本恵土呂府とも表記される）は、寛政10年（1798年）と同12年（1800年）の2度にわたり、幕臣で探検家の近藤重蔵らによって択捉島内の2か所（南端に近いタンネモイ、北端のカモイワッカ岬（「カモイワッカ」は「カムイワッカ」とも記す）に建てられた標柱。

## 概要

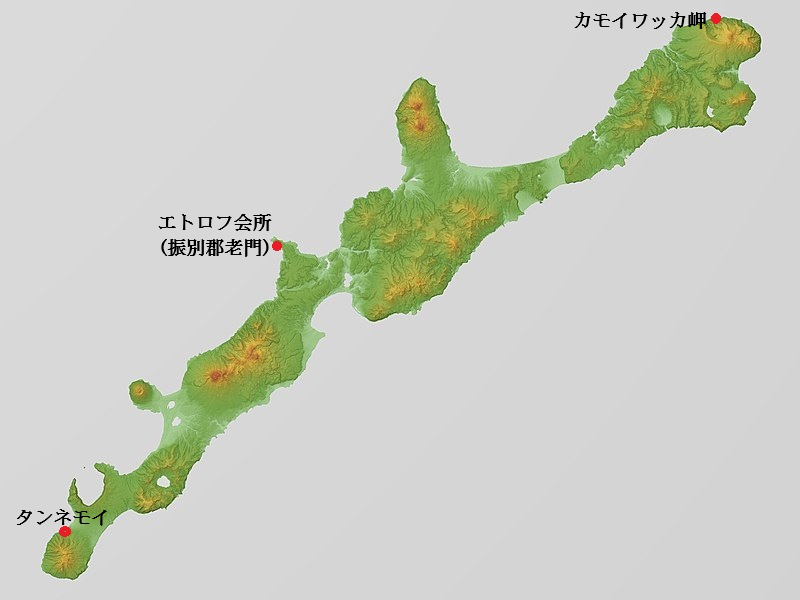
択捉島地形図
----
タンネモイとカモイワッカ岬、エトロフ会所の位置

ロシア帝国の勢力が初めて得撫島に来て、長期間滞在し、なおかつ越年したのは、明和3年（1766年）のことであった。ただし、このときは住民の反抗もあって翌年彼らはロシア本国に帰った。その後、ロシア勢力はしばしば千島列島に進出して、現地の人々との間に衝突が絶えなかった。仙台藩医工藤平助の著作『赤蝦夷風説考』（1783年、老中田沼意次に献上）などによりロシア人の活発な進出を知った江戸幕府は、みずから北方の島々の経営に乗り出すこととし、天明5年（1785年）と寛政3年（1791年）、最上徳内らを千島地域の調査に派遣した。最上徳内は、国後島から択捉島に渡ってロシアの南下の状況を精査し、さらに得撫島に上陸して同島以北の諸島の情勢も調査した。
寛政8年（1796年）8月、イギリスの海軍士官ウィリアム・ブロウトンの指揮するプロヴィデンス号が内浦湾内に停泊する事件が起こった。幕府はこれに衝撃を受け、見分役を松前に派遣して東蝦夷地の調査を行った。調査の結果、イギリス船は単なる「漂流」であり、密輸もなく、特別な問題はないとされた一方、測量を行っていたことは周知されていた。ブロウトンの船は翌寛政9年7月にはまたエトモ（いまの室蘭市周辺）に「漂着」、閏7月には松前沖にあらわれた。松前藩兵が警備を強化したのですぐに退去したが、幕府は警固の必要性を痛感した。松前藩の命令により、エトモに接近したイギリス船を訪船した工藤平右衛門によれば、ブロウトンは南部藩領、仙台藩領、房総半島などで測量図をつくり、陸奥国宮城郡松島周辺の地図や長崎から江戸までの路程図なども持っている様子であった。幕府は危機感をつのらせた。
江戸幕府は、国防上の観点から千島列島、樺太島を含む蝦夷地を直轄地（天領）として支配下に置くことも考慮し、寛政10年（1798年）、近藤重蔵（守重）らによる北方調査の意見書を受け入れ、大規模な巡察隊を同地方に派遣することとした。幕府は寛政10年4月、目付の渡辺胤（久蔵）、使番頭の大河内政壽（善兵衛）、勘定吟味役の三橋成方（藤右衛門）に松前への出張を命じた。180名から成る大人数の調査隊が編成され、蝦夷地の大規模調査が行われることとなった。調査は蝦夷地の巡見のみならず、松前藩もその対象となった。これに先立ち、松前藩が抜け荷をしているという疑いも持たれていたのである。調査は松前藩の財政、家中人別、蝦夷交易の収納、農地開発適地の調査なども含んでおり、蝦夷地上知（幕領化）も視野に置かれていた。渡辺・大河内・三橋の3名は責任者として蝦夷地に赴き、5月に福山（松前）に到着すると、渡辺はここに留まり、大河内は東蝦夷地、三橋は西蝦夷地に分かれて巡回し、現地の状況を巡察して、11月半ばに江戸に戻って復命した。
松前蝦夷地御用取扱に任じられた近藤重蔵はこのとき、大河内隊の別動隊として最上徳内を案内として国後島と択捉島を調査し、択捉島の南端に近いタンネモイ（丹根萌）に、アイヌのエカシ（乙名）の了解のもと「大日本恵登呂府」の国標（木柱）を建てた。
標柱の文字は、
というものであり、水戸藩より派遣された木村謙次によって書かれた。標柱に記された「下野源助」とは木村謙次の変名であったが、木村は近藤の従僕という資格で択捉入りしたところから、本名を名乗るには差しさわりがあったのである。木村は自らの日記（『蝦夷日記』）に、日本本土の方を向いて伊勢神宮と京都の天皇を拝し、鹿島神宮、江戸幕府将軍、水戸藩主を拝し、三退して恩師の立原翠軒を拝し、謹んで標柱の文字を書いたと記している。『蝦夷日記』によれば、木村は従者として12名のアイヌの名前も書いている。これは、近藤重蔵の指示によるものと考えられるが、近藤は、アツケシ神明社修復の際も、願文の最後に「アツケシ蝦夷サンクンギ彫」とアイヌの名を書いており、従者や協力者に対してはそれなりの待遇で接し、異民族だから排除するようなところはなかった。ただし、標柱記載の12名のアイヌは、名前を和名に改名した者に限られており、改名していない従者は標柱に名前が記されなかった。標柱が建てられたのは寛政10年7月28日であった。その内容は、択捉島が日本国の領域内にあることを明快に宣したものであった。
寛政11年（1799年）、東蝦夷地仮上知（1802年以降は永上知）が断行された。近藤重蔵が蝦夷地幕領化論を強固に唱え、幕府側もそれを受けて蝦夷地経営と対ロシア政策が単に松前藩一藩だけの問題では済まされないという判断を下したからであった。以降、幕府は択捉・国後の両島に津軽藩・南部藩の藩士500名ずつを派遣させ、防衛警備にあたらせた。
1799年から1800年にかけて、近藤重蔵は商人高田屋嘉兵衛に択捉行きの航路を開かせ、嘉兵衛らとともに再び国後島・択捉島に渡り、択捉島に本土の行政制度を移入した。すなわち、7郷25か村から成る郷村制を施いて幕吏を常駐させ、蝦夷を「村方」と呼ばせて日本の風俗を勧めた。役職のあるアイヌ（役蝦夷）が住民1,118人を調べて宗門人別改帳（恵登呂府村々人別帳、当時の戸籍）を作成した。また、17か所の漁場を開いて漁法を伝授するとともに、島のアイヌに対しては漁網や漁具、物品を提供した。漁場を開発したのは、南部下北郡出身の寅吉らであった。1800年、国後場所から新たに択捉場所が分立され、「エトロフ会所」が振別郡老門に開設された。択捉島を含む東蝦夷地では、アイヌの人びとの不満の種となっていた場所請負制が廃止されて直捌制となり、交易の際には幕吏が立ち会い、商取引における不正を防止することとした。漁業も対アイヌ交易も幕府の直営するところとなった。幕府にとって択捉島は異国境の最前線と認識されており、ロシアへの対抗上、とりわけ中身の濃い撫育が試みられた地域であり、下賜する物品も充実していた。
近藤重蔵から相談を受け、国後・択捉までの航路を苦労して開拓した高田屋嘉兵衛は、1800年（寛政12年）8月、近藤とともに択捉島北端のカモイワッカオイの丘に改めて「大日本恵登呂府」の標柱を建てた。このとき木村謙次は近藤らに同行していないものの、北海道史学者の河野常吉は、のちに発見された木村の日記などから、寛政10年8月に木村が書き置いていたものを翌々年に建てたものだろうと推定している。

## 標柱の周辺

### 天長地久大日本属島
1799年の東蝦夷地上知にともない赴任した幕臣の富山元十郎（保高）は、享和元年（1801年）、択捉島と得撫島を調査して、得撫島に「天長地久大日本属島」と記した標柱を建てている。なお、このとき、トウボにおいてロシア人ケレトフセから同地の事情を聴取している。河野常吉は、しばしばこの標柱と寛政12年に択捉島カモイワッカオイに建てられた標柱が混同されたことを指摘している。

### 大日本地名アトイヤ
カモイワッカオイを含む地域は安政6年（1859年）以降、仙台藩の警護するところとなったが、この時、藩士のなかの有志が「大日本地名アトイヤ」と書いた標柱を建てたといわれている。これについて、文部省の官吏で歴史家の重田定一は「アトイヤ」なる地名は国後島にもあり、この標柱は国後島に建てられたものではないかという説を唱えた。河野常吉はこれに対し、アトイヤの地名は択捉島のカモイワッカ東方にもあり、両者は近接するとはいえ、カモイワッカは「神の水」、アトイヤは「渡海場」（ないし「日和待ち」）を意味する別の地名であることを示し、これを批判している。いずれにせよ、1875年（明治8年）の樺太千島交換条約によって千島全島が日本の領土となると、翌1876年（明治9年）、当地を巡察した時任為基（薩摩藩出身）はその帰途、「大日本地名アトイヤ」の標柱を持ち帰ったといわれる。

### 昭和の記念碑
1930年（昭和5年）、カモイワッカオイに建てられた「大日本恵登呂府」の標柱が朽ち果ててしまったとして、北海道庁が択捉島蘂取村の大沢村長に新しく作り直すことを依頼した。村では御影石で記念碑を建てることとし、本土に制作を発注した。石碑は船で運搬され、公務員を主とする択捉島民の手で蘂取村カモイワッカ岬に「大日本恵登呂府」昭和の記念碑が建てられた。この記念碑は、1945年（昭和20年）まで現地に存在していたことが確認されているが、それ以降は確認されていない。